# Astra 3A
Astra 3A – satelita telekomunikacyjny, należący do operatora SES ASTRA, mającego siedzibę w Luksemburgu.
Znajduje się na orbicie geostacjonarnej (nad równikiem), na pozycji 23,5. stopnia długości geograficznej wschodniej.
Na tej samej pozycji orbitalnej znajduje się również Astra 3B i Thor 2, dlatego możliwy jest łączny odbiór sygnału tych satelitów.
Satelitę Astra 3A wyniesiono na orbitę 29 marca 2002.
Satelita ten nadaje sygnał stacji telewizyjnych, radiowych, przekazy telewizyjne oraz sygnał TV wysokiej rozdzielczości HDTV i dane (usługi dostępu do Internetu) do odbiorców głównie w Europie (oprócz części południowo wschodniej).
Swoje programy nadają z niego m.in. czeskie, słowackie i niemieckie stacje radiowe oraz niemiecki operator kablowy Kabel Deutschland.

## Niektóreniekodowanestacje telewizyjne dostępne z pozycji 23,5°E
- w języku czeskim
  - programy publicznego radia
  - ČT24 (24-godzinny program informacyjny czeskiej telewizji)
  - Óčko TV
  - Fashion TV Czech & Slovak
  - Tv Noe (program religijny)
  - Ethnic TV
- w języku słowackim
  - programy publicznego radia
  - TA3 (program informacyjny)/Ring TV
  - TV8 Slovakia
- w języku holenderskim (telewizja i radio regionalne):
  - Omroep Fryslân
  - Omroep Zeeland (MPEG-4)
  - TV Drenthe (MPEG-4)
  - TV Gelderland
  - TV Noord
  - TV Oost
- w języku niemieckim
  - Bundesrat
- a także:
  - Astra HD (promo)
  - Kosmica TV/Viversum TV
  - BNT World (HD)
  - RTL Télé Lëtzebuerg/Super RTL
  - Planeta TV HD i Nova Tv Croatia (tymczasowo)